# Dongecentrale
De Dongecentrale is een voormalige elektriciteitscentrale van de Provinciale Noordbrabantse Electriciteits Maatschappij (PNEM) en later van EPZ, RWE en Essent in de gemeente Geertruidenberg in Noord-Brabant. De Dongecentrale, genoemd naar de Donge, waaraan ze is gelegen, was in 1919 de eerste provinciale elektriciteitscentrale in Noord-Brabant; de centrale had toen een vermogen van 18,5 megawatt. De Dongecentrale is gelegen op een kilometer afstand van zijn vervanger, de Amercentrale.
Aan het einde van de Tweede Wereldoorlog bliezen de Duitsers de turbines van de centrale op. Het ingebrande kruitspoor van het slagkoord dat de detonatie veroorzaakte is nog altijd ingebrand te zien in de vloer van het gebouw. In de jaren 70 werd de Dongecentrale een zogenaamde STEG-centrale (stoom- en gasturbine-eenheid) met een vermogen van 121 megawatt die met een klein team bediend werd en alleen werd ingezet in de piekuren.
In 2012 werd de centrale overgenomen door de provincie Noord-Brabant en de non-profit maatschappij BOEi met de bedoeling een nieuwe bestemming voor het gebouw te vinden.